# کوون یئو سان
کوون یئو سان (Kwon Yeo-sun) (متولد ۱۹۶۵) نویسنده کره جنوبی است.
او در سال ۱۹۶۵ در آندونگ، استان گیونگ سانگ شمالی کره جنوبی به دنیا آمد. رمان طاقچه سبز او در سال ۱۹۹۶ جایزه ادبی سانگ سانگ را دریافت کرد،

## آثار به زبان کره ای
رمان‌ها
- طاقچه سبز

مجموعه داستان‌های کوتاه
- دامن دوشیزه و روزهای روبان صورتی

## به زبان انگلیسی
- Kwon, Yeo-Sun (2021), Lemon, New York, New York: Other Press, ISBN 978-1-63542-088-3

## جوایز
- جایزه ادبیات تخیلی (۱۹۹۶)
- جایزه ادبی Oh Yŏng Su (2007)
- جایزه ادبی یی سانگ (۲۰۰۸)
- جایزه ادبی هانکوک ایلبو (۲۰۱۲)
- جایزه تعالی ادبیات رادیویی EBS (2013)[۳]